# Carl Blumenreuter
Carl Blumenreuter (* 16. November 1881 in Berlin; † 11. Juli 1969 in Neustadt in Holstein) war ein deutscher Apotheker, SS-Gruppenführer und Generalleutnant der Waffen-SS sowie SS-Chefapotheker.

## Biografie
Blumenreuter studierte die Nahrungsmittelchemie. Er erhielt während des Ersten Weltkrieges 1916 eine Sonderausbildung für den Gaskampf am Kaiser-Wilhelm-Institut für Physikalische Chemie und Elektrochemie in Berlin. 1935 trat er der SA bei, am 30. September 1937 beantragte er die Aufnahme in die NSDAP und wurde rückwirkend zum 1. Mai desselben Jahres aufgenommen (Mitgliedsnummer 5.916.887).
Ab 1936 war er bei der Sanitätsabteilung der SS-Totenkopfverbände und baute dort die Sanitätsversorgung auf. 1937 wurde er Leiter des chemisch-pharmakologischen Dienstes des SS-Sanitätsamtes. Er wurde zuletzt zum SS-Gruppenführer befördert (SS-Nummer 276.523). Im August 1943 wurde die Dienststelle dem Reichsarzt SS unterstellt und er erhielt den Titel des Sanitätszeugmeister. Diese Dienststelle belieferte die Konzentrationslager mit Giften.
Nach dem Zweiten Weltkrieg wurde er interniert; er kam aber schon 1946 aus dem Internierungslager Neuengamme wieder frei. Er wohnte danach in Grömitz in Holstein und führte vertretungsweise eine Krankenhausapotheke.